# Typhlops thurstoni
Typhlops thurstoni este o specie de șerpi din genul Typhlops, familia Typhlopidae, descrisă de Boettger 1890. Conform Catalogue of Life specia Typhlops thurstoni nu are subspecii cunoscute.